# Barbeita
Barbeita é uma povoação portuguesa sede da Freguesia de Barbeita do Município de Monção, freguesia com 7,53 km² de área e 923 habitantes (censo de 2021), tendo, por isso, uma densidade populacional de 122,6 hab./km².

## Toponímia
O nome de Barbeita vem de barbeito do latim vervactum, que é uma pequena elevação de terreno, que divide uma propriedade de outra e a resguarda, Barbeita fazendo fronteira com Espanha.

## Geografia
Confronta com o rio Minho, por norte, Ceivães e Segude, por nascente, Merufe, por sul, e Longos Vales e Bela, por poente.
Além da sede, os lugares principais da Freguesia são: Merim, Tarendo, Bogadela, São Tiago, Cabo, Ponte do Mouro, Bairro Alto, Abeção, Padreiro, Araújo, Souto e Tola.

## Demografia
A população registada nos censos foi:
| Distribuição da População por Grupos Etários | Distribuição da População por Grupos Etários | Distribuição da População por Grupos Etários | Distribuição da População por Grupos Etários | Distribuição da População por Grupos Etários |
| -------------------------------------------- | -------------------------------------------- | -------------------------------------------- | -------------------------------------------- | -------------------------------------------- |
| Ano                                          | 0-14 Anos                                    | 15-24 Anos                                   | 25-64 Anos                                   | > 65 Anos                                    |
| 2001                                         | 113                                          | 163                                          | 520                                          | 261                                          |
| 2011                                         | 89                                           | 98                                           | 534                                          | 295                                          |
| 2021                                         | 77                                           | 65                                           | 437                                          | 344                                          |

## Património
- Penedo da Teixogueira
- Ponte da Barbeita ou Ponte sobre o rio de Mouro
- Capela de São Felix
- Escultura humorística de Pedro Macau